# Sembungrejo (Plumpang)
Sembungrejo is een bestuurslaag in het regentschap Tuban van de provincie Oost-Java, Indonesië. Sembungrejo telt 2199 inwoners (volkstelling 2010).